# Ортињано Рађоло
Ортињано Рађоло (итал. Ortignano Raggiolo) је насеље у Италији у округу Арецо, региону Тоскана.
Према процени из 2011. у насељу је живело 852 становника. Насеље се налази на надморској висини од 425 м.

## Становништво
Према резултатима пописа становништва 2011. у општини је живело 878 становника.
| 1931. | 1936. | 1951. | 1961. | 1971. | 1981. | 1991. | 2001. | 2011. |
| ----- | ----- | ----- | ----- | ----- | ----- | ----- | ----- | ----- |
| 2.316 | 2.307 | 2.029 | 1.422 | 966   | 818   | 804   | 852   | 878   |